# Rinzia dimorphandra
Rinzia dimorphandra là một loài thực vật có hoa trong Họ Đào kim nương. Loài này được (F.Muell. ex Benth.) Trudgen miêu tả khoa học đầu tiên năm 1986.